# HMS Racehorse (H11)
HMS Racehorse (H11) là một tàu khu trục lớp R của Hải quân Hoàng gia Anh Quốc trong Chiến tranh Thế giới thứ hai. Ngừng hoạt động sau khi chiến tranh kết thúc, nó bị tháo dỡ năm 1949.

## Thiết kế và chế tạo
Được đặt hàng vào ngày 2 tháng 4 năm 1940 như một phần của Chương trình Khẩn cấp Chiến tranh thuộc Chi hạm đội Khẩn cấp 4, Racehorse được đặt lườn bởi xưởng tàu của hãng John Brown & Company ở Clydebank và hạ thủy vào năm 1942.

## Lịch sử hoạt động
Racehorse đã phục vụ cho đến khi chiến tranh kết thúc. Nó bị tháo dỡ năm 1949.